# Толстой-Милославский, Николай Дмитриевич
Николай Дмитриевич Толстой-Милославский (англ. Nikolai Tolstoy; род. 23 июня 1935) — британский историк, писатель и политик русского происхождения; кандидат в депутаты английской Палаты общин. Пишет и издаётся под именем «Николай Толстой».
Сопредседатель Королевского литературного совета, член Международного Артурианского общества, специалист по кельтской культуре.

## Происхождение и биография
Происходит из старшей ветви русского дворянского рода Толстых-Милославских, ведущих своё происхождение от Ивана Андреевича Толстого (1644—1713). Иногда ошибочно указывается, что он — потомок графа Льва Николаевича Толстого (который в действительности происходил от сподвижника Петра Великого Петра Андреевича Толстого (1645—1729), младшего брата Ивана). В отличие от потомства Петра Андреевича, Толстые, происходившие от Ивана Андреевича, не имели графского титула, но в 1930 году великий князь Кирилл Владимирович пожаловал им его, а также герб с графскими атрибутами. Данное пожалование официально признано государственной английской Геральдической коллегией.
В 1920 году его отец Дмитрий Толстой, которому было 8 лет, в сопровождении своей гувернантки-англичанки бежал из Петрограда в Англию. Родственники его матери (англичанки) были весьма состоятельны; Дмитрий сделал адвокатскую карьеру, став Королевским адвокатом.
В 1935 году родился Николай Толстой. Когда ему было 4 года, брак его родителей распался: в июле 1945 года его мать Мэри вторично вышла замуж за Патрика О’Брайана (впоследствии известный писатель). Николай остался со своим отцом, и до 19 лет не имел права даже переписываться с матерью.
Николай обучался, среди прочего, в Королевской военной академии и дублинском Тринити-колледже. Стал профессиональным кельтологом.
Изучая историю Второй мировой войны, посвятил ряд исследований вопросу выдачи казаков и югославских эмигрантов британским командованием правительствам СССР и Югославии в мае 1945 года в Австрии.
В 1986 году вышла его книга «Министр и массовые убийства», послужившая основой для написания и распространения в 1987 году брошюры, в которой утверждалась причастность к военным преступлениям британского политика лорда Олдингтона, который в 1945 году находился в Австрии и якобы участвовал в выдаче казаков СССР. Последним был подан и в декабре 1989 года выигран иск о клевете; согласно решению суда Толстой должен был выплатить 1,5 млн фунтов возмещения морального вреда и 0,5 млн судебных издержек. Толстой объявил себя банкротом и, пользуясь поддержкой некоторых из правого крыла Консервативной партии, продолжал подавать апелляции на судебное решение; в итоге Европейский суд по правам человека в июле 1995 году признал, что назначенная сумма возмещения вреда «не была „необходимой в демократическом обществе“» и нарушает его свободу выражения своего мнения (статья 10-я Европейской Конвенции о правах человека); Олдингтону пришлось расплачиваться по долгам в связи с судебным процессом.
В 2008 году на телеканале Россия-1 вышел авторский фильм Алексея Денисова «Николай Толстой. Русский граф из английской глубинки».

### Семья
Женат и имеет четверых детей: Александру, Ксению, Анастасию и Дмитрия.
Гражданский муж Александры — миллионер и в 2001—2011 годах член Совета Федерации России С. В. Пугачёв. По сведениям на июль 2014 года Пугачёв, формально оставаясь в прежнем браке, сожительствовал с Толстой, имевшей от него 3-х детей.

## Литературная деятельность
Получив образование в Веллингтон-колледже, Королевской военной академии в Сандхёрсте и Тринити-колледже в Дублине, Толстой написал серию книг, посвящённых кельтской мифологии. Использовав образ Мерлина, он опубликовал книгу «В поисках Мерлина» и роман «Пришествие короля», основанный по существу на его исследованиях древней истории Британии.
Автор публицистических книг «Ночь длинных ножей» (1972), «Жертвы Ялты» (1977; Исследования новейшей русской истории), «Полубезумный Лорд» (1978), «Секретная война Сталина» (1981), «История рода Толстых с 1953 года до наших дней» (1983) и нескольких романов.
В 2004 году Толстой опубликовал первый том биографии писателя Патрика О’Брайана, своего приёмного отца.

## Политическая деятельность
Николай Толстой по своим убеждениям является сторонником консервативных взглядов и монархической формы правления. Он состоит канцлером Международной лиги монархистов, а также возглавлял Лигу русских монархистов в Лондоне. Кроме того, Толстой является президентом Ассоциации банкротов.
Толстой неоднократно выдвигался на выборах в качестве кандидата правопопулистской и евроскептической Партии независимости Соединённого Королевства, но получал лишь от 0,8 % (довыборы 1997 года) до 3,5 % (всеобщие выборы 2010 года).